# Пастаса (кантон)
Пастаса (исп. Pastaza) — один из 4 кантонов эквадорской провинции Пастаса. Площадь составляет 19 727 км². Население по данным переписи 2001 года — 45 512 человек, плотность населения — 2,3 чел/км². Административный центр — город Пуйо.

## География
Граничит с Перу (на востоке), провинцией Морона-Сантьяго (на юге) и кантонами Арахуно (на севере), Мера и Санта-Клара (на северо-западе).